# ファアフォイ・ファラニコ
ファアフォイ・ファラニコ（Fa'afoi Falaniko、2002年3月14日 - ）は、サモアのラグビーユニオン選手。

## プロフィール
- サモア出身[1]。
- ポジションはセンター(CTB)。
- 身長 176cm、体重 94kg

## 略歴
2024年、パリ2024五輪の7人制サモア代表に選ばれた。